# Ctenoplusia griveaudi
Ctenoplusia griveaudi är en fjärilsart som beskrevs av Claude Dufay 1968. Ctenoplusia griveaudi ingår i släktet Ctenoplusia och familjen nattflyn. Inga underarter finns listade i Catalogue of Life.